# Dòng Game Boy
Dòng Game Boy là một dòng máy chơi trò chơi điện tử cầm tay được phát triển, sản xuất và tiếp thị bởi Nintendo, bao gồm Game Boy, Game Boy Color và Game Boy Advance. Dòng sản phẩm đã bán được 200 triệu máy trên toàn thế giới.
Game Boy gốc (ゲームボーイ) và Game Boy Color tổng hợp lại đã bán ra 118.69 triệu máy trên toàn thế giới. Tất cả phiên bản của Game Boy Advance cộng lại đã bán 81.51 triệu máy. Toàn bộ hệ máy Game Boy đã bán được 200.20 triệu máy trên toàn thế giới.
Dòng Game Boy được kế vị thành công bởi dòng Nintendo DS. Một số trò chơi Game Boy, Game Boy Color và Game Boy Advance đã được phát hành lại bằng kỹ thuật số thông qua dịch vụ Virtual Console cho Nintendo 3DS và Wii U.

## Lịch sử
| 1989 | Game Boy            |
| 1990 |                     |
| 1991 |                     |
| 1992 |                     |
| 1993 |                     |
| 1994 |                     |
| 1995 |                     |
| 1996 | Game Boy Pocket     |
| 1997 |                     |
| 1998 | Game Boy Light      |
| 1998 | Game Boy Color      |
| 1999 |                     |
| 2000 |                     |
| 2001 | Game Boy Advance    |
| 2002 |                     |
| 2003 | Game Boy Advance SP |
| 2004 |                     |
| 2005 | Game Boy Micro      |

Thiết bị cầm tay Game Boy của Nintendo được phát hành lần đầu tiên vào năm 1989. Thiết bị chơi trò chơi này là sản phẩm trí tuệ của nhân viên Nintendo lâu năm Yokoi Gunpei, người phát minh ra Ultra Hand, một đồ chơi có cánh tay có thể kéo dài được Nintendo sản xuất vào năm 1970, rất lâu trước Nintendo tham gia thị trường trò chơi điện tử. Yokoi cũng chịu trách nhiệm cho loạt thiết bị cầm tay Game & Watch khi Nintendo chuyển từ kinh doanh đồ chơi sang trò chơi điện tử.
Khi Yokoi thiết kế Game Boy nguyên bản, ông biết rằng để thành công, hệ máy cần phải nhỏ, nhẹ, rẻ tiền và bền bỉ, cũng như có một thư viện trò chơi đa dạng, dễ nhận biết khi phát hành. Bằng cách tuân theo câu thần chú đơn giản này, dòng Game Boy đã đạt được doanh thu lớn mặc dù các lựa chọn thay thế vượt trội về mặt kỹ thuật có đồ họa màu sẽ thay thế nó. Điều này cũng được thể hiện rõ trong cái tên (được hình thành bởi Shigesato Itoi), trong đó bao hàm một "bạn đồng hành" nhỏ hơn với các máy chơi trò chơi của Nintendo.
Game Boy tiếp tục thành công cho đến ngày nay và nhiều người tại Nintendo đều xem hệ máy như vật tri ân dành cho Yokoi. Game Boy đã kỷ niệm 15 năm thành lập vào năm 2004, gần như trùng với kỷ niệm 20 năm của Nintendo Entertainment System (NES). Để ăn mừng, Nintendo đã phát hành loạt NES Classic và một máy Game Boy Advance SP phối màu theo chủ đề tay cầm NES.

Năm 2006, chủ tịch Nintendo Iwata Satoru phát biểu sau tin đồn  về sự sụp đổ của thương hiệu Game Boy. "Không, đó không phải là sự thật. Tất cả những gì chúng tôi đang liên tục nhắc đến là dành cho bất cứ nền tảng nào, chúng tôi luôn tiến hành nghiên cứu và phát triển hệ máy mới, có thể là Game Boy, hoặc máy chơi trò chơi mới hoặc bất cứ điều gì. Và điều chúng tôi vừa nói với phóng viên là khi nghĩ về tình hình hiện tại nơi chúng tôi đang tận hưởng doanh số bán hàng tuyệt vời với DS và hiện tại chúng tôi đang cố gắng ra mắt Wii, Chúng tôi không thể tưởng tượng được việc tung ra bất kỳ nền tảng mới nào cho hệ máy cầm tay, bao gồm cả phiên bản GBA mới... Có lẽ họ đã hiểu nhầm một phần của câu chuyện này, nhưng theo như thị trường cầm tay có liên quan [ngay bây giờ] chúng tôi thực sự muốn tập trung vào việc bán nhiều DS hơn; đó là tất cả những gì chúng tối muốn nói tới. " cho đến khi Nintendo ngừng sản xuất trò chơi cho Game Boy Advance và hệ máy cầm tay ở Bắc Mỹ vào ngày 15 tháng 5 năm 2010

## Dòng Game Boy cổ điển

### Game Boy

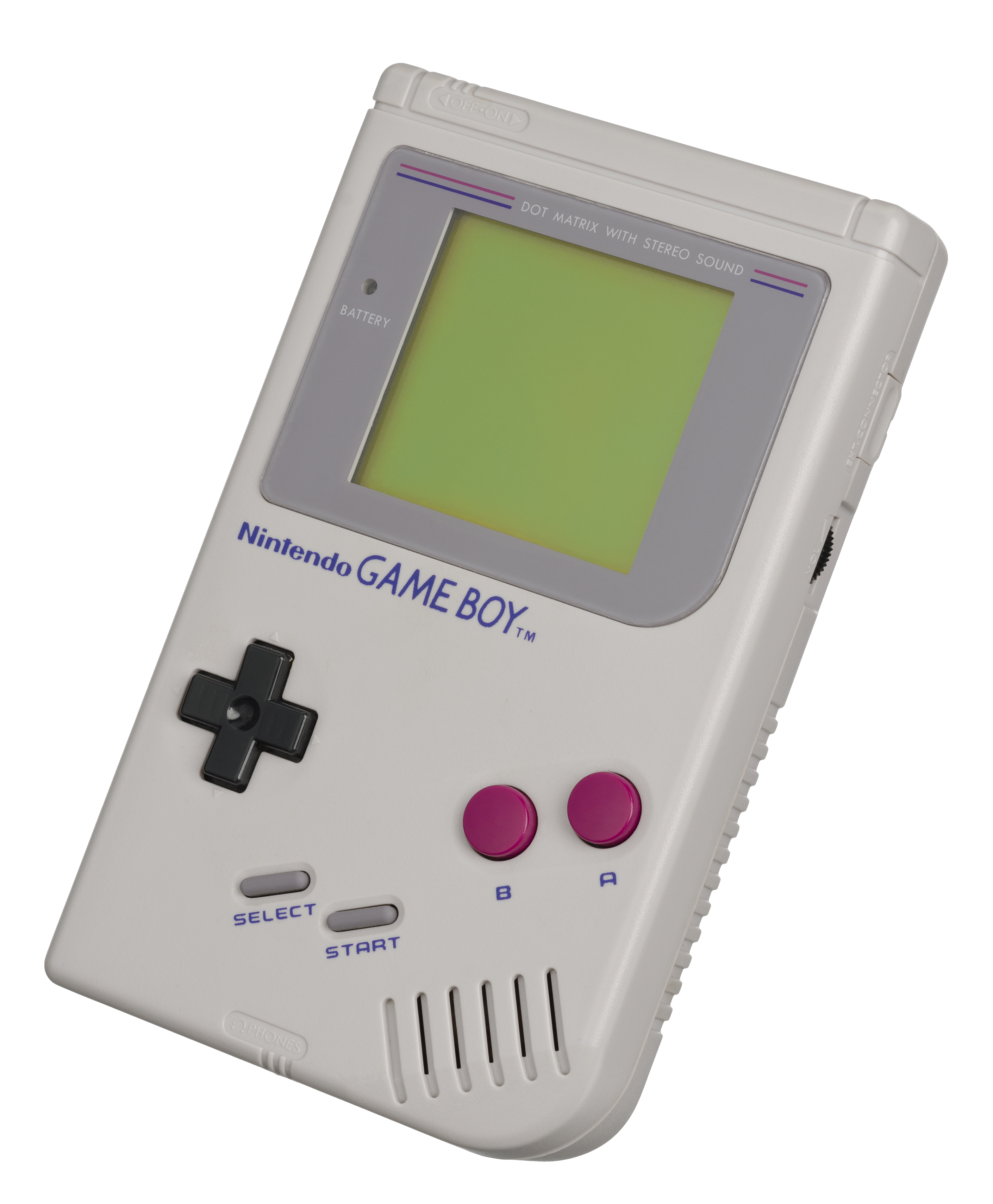
Game Boy

Game Boy màu xám bản đầu được phát hành lần đầu tiên tại Nhật Bản vào ngày 21 tháng 4 năm 1989. Dựa trên bộ xử lý Z80, nó có màn hình LCD phản chiếu màu đen và màu xanh lá cây, miếng đệm điều hướng tám hướng, hai nút hành động (A và B) và các nút Start Select với các lệnh điều khiển giống hệt với bộ tay cầm NES. Máy chơi trò chơi từ một bộ nhớ dựa trên ROM chứa trong các băng (đôi khi được gọi là thẻ hoặc Game Paks). Máy có đồ họa 8 bit (tương tự NES).
Trò chơi đã đẩy Game Boy lên đỉnh thành công là Tetris (xếp gạch). Tetris phổ biến rộng rãi, và trên định dạng cầm tay nó còn có thể được chơi ở bất cứ đâu. Trò chơi được đóng gói chung với Game Boy, và mở rộng phạm vi của nó; người lớn và trẻ em đều mua Game Boy để chơi Tetris. Phát hành Tetris trên Game Boy đã được chọn là số 4 trên "25 khoảnh khắc thông minh nhất trong Gaming" của GameSpy.
Game Boy ban đầu là một trong những hệ thống dựa trên hộp băng đầu tiên hỗ trợ kết nối mạng: hai thiết bị có Cáp liên kết trò chơi hoặc tối đa bốn thiết bị với Four Player Adapter.

Năm 1995, phiên bản "Play it Loud" của Game Boy gốc được phát hành với sáu màu khác nhau; đen, đỏ, vàng, xanh lá cây, xanh dương, trắng và rõ ràng. 

#### Game Boy Pocket

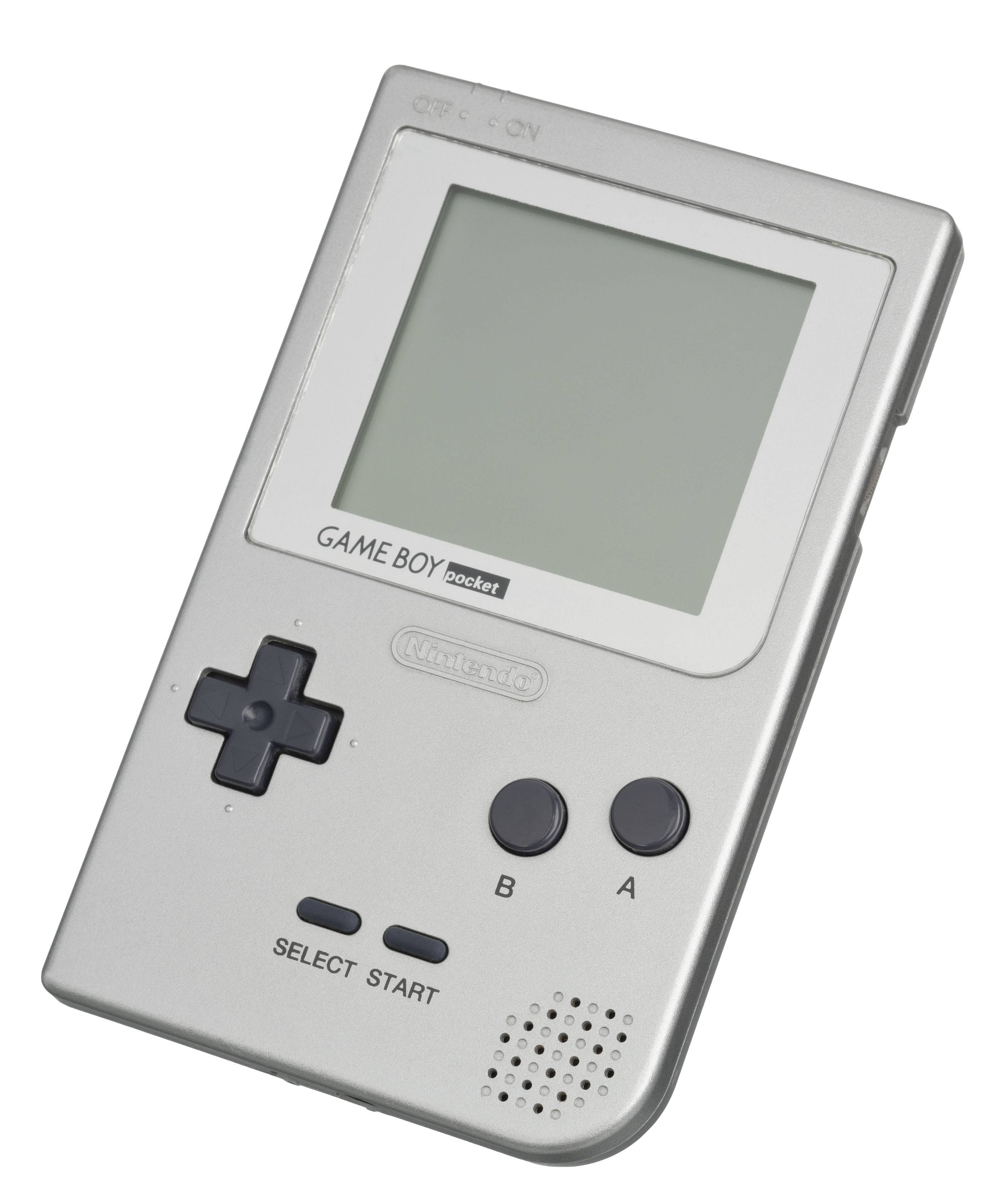
Game Boy Pocket

Game Boy Pocket là phiên bản được thiết kế lại của Game Boy gốc có các tính năng tương tự, được phát hành vào năm 1996. Đáng chú ý, biến thể này nhỏ hơn và nhẹ hơn. Nó có bảy màu khác nhau; đỏ, vàng, xanh lá cây, đen, trong, bạc, xanh và hồng.

Một cải tiến đáng chú ý khác so với Game Boy bản đầu là màn hình hiển thị đen trắng, thay vì màn hình nhuốm màu xanh lục của Game Boy gốc, cũng như thời gian phản hồi được cải thiện để giảm mờ trong quá trình chuyển động. Game Boy Pocket sử dụng hai pin AAA, trái ngược với bốn pin AA trong khoảng mười giờ chơi. Mẫu Game Boy Pocket đầu tiên không có đèn LED để hiển thị mức pin, nhưng tính năng này đã được thêm vào do nhu cầu của công chúng.

#### Game Boy Light

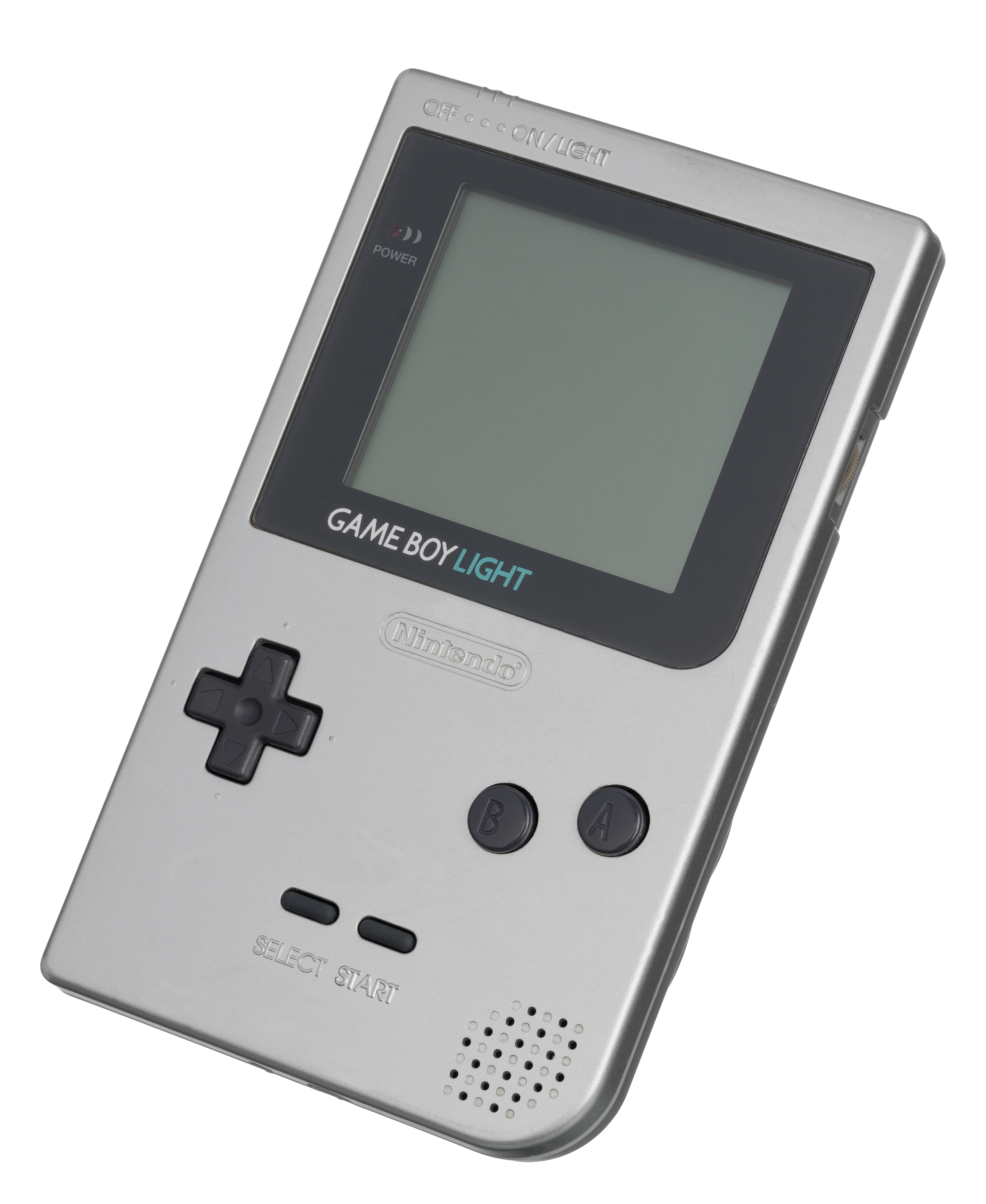
Game Boy Light

Vào tháng 4 năm 1998, một biến thể của Game Boy Pocket có tên Game Boy Light đã được phát hành độc quyền tại Nhật Bản. Sự khác biệt giữa Game Boy Pocket ban đầu và Game Boy Light là Game Boy Light sử dụng hai pin AA trong khoảng 20 giờ chơi (khi chơi mà không sử dụng đèn), thay vì hai pin AAA và có màn hình điện phát quang có thể bật hoặc tắt. Màn hình điện phát quang này đã đem đến cho các trò chơi một tông màu xanh lam-xanh lục và có thể sử dụng thiết bị trong các khu vực tối. Khi đèn bật sẽ có thể chơi khoảng 12 giờ. Game Boy Light cũng có sáu màu khác nhau; bạc, vàng, vàng cho phiên bản Pokémon, vàng mờ, đỏ rõ ràng và đỏ mờ cho phiên bản Astro Boy. Game Boy Light đã được thay thế bởi Game Boy Color sáu tháng sau đó và là Game Boy duy nhất có màn hình ngược sáng cho đến khi phát hành mẫu Game Boy Advance SP AGS-101 vào năm 2003.

## Dòng Game Boy Color

### Game Boy Color

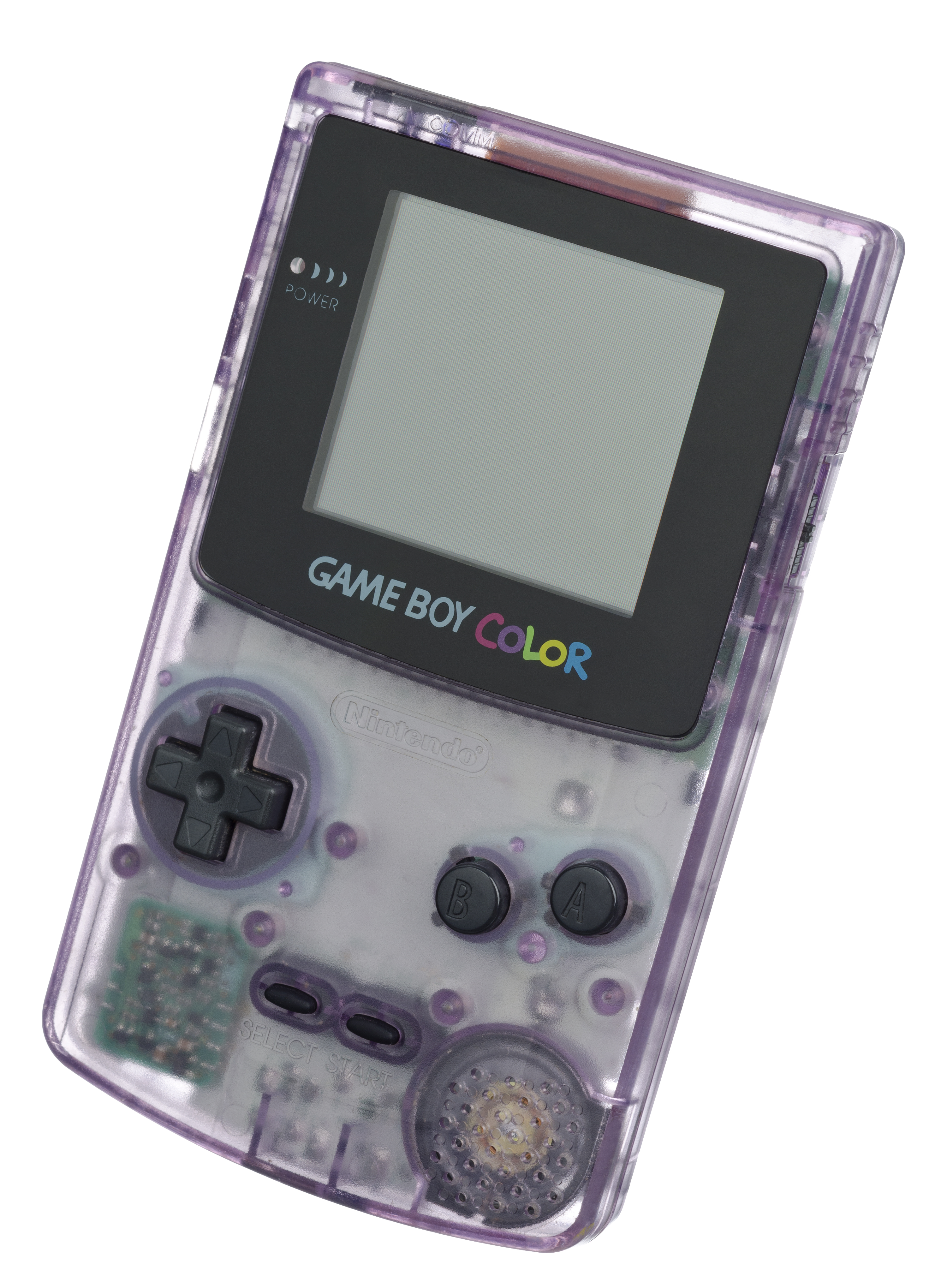
Game Boy Color

Được phát hành lần đầu tiên tại Nhật Bản vào ngày 21 tháng 10 năm 1998, Game Boy Color (viết tắt là GBC) đã thêm một màn hình màu (nhỏ hơn một chút) vào một khung có kích thước tương tự như Game Boy Pocket. Nó cũng có tốc độ xử lý gấp đôi, bộ nhớ gấp ba lần, và cổng giao tiếp hồng ngoại. Về mặt công nghệ, nó được ví như máy chơi trò chơi điện tử NES 8 bit từ những năm 1980 mặc dù Game Boy Color có bảng màu lớn hơn nhiều (56 màu đồng thời trong số 32.768 có thể) có một số cổng NES cổ điển và các tựa trò chơi mới hơn. Máy có sáu màu khác nhau: Tím nguyên tử, chàm, berry (đỏ), kiwi (xanh), bồ công anh (vàng) và xanh mòng két. Game Boy Color cũng có một số biến thể phiên bản đặc biệt như phiên bản đặc biệt Pokemon màu vàng và bạc hoặc phiên bản đặc biệt màu vàng Tommy Hilfiger. Giống như Game Boy Light, Game Boy Color sử dụng hai pin AA. Đây là thiết bị cầm tay cuối cùng có đồ họa 8-bit.

Một thành phần chính của Game Boy Color là khả năng tương thích ngược gần như hoàn hảo; nghĩa là, Game Boy Color có thể đọc các băng Game Boy cũ hơn và thậm chí chơi chúng trong bảng màu có thể chọn (tương tự như Super Game Boy). Các trò chơi Game Boy đen trắng duy nhất không tương thích là Road Rash và Joshua & the Battle of Jericho. Khả năng tương thích ngược trở thành một tính năng chính của dòng Game Boy, vì nó cho phép mỗi lần ra mắt mới bắt đầu với một thư viện trò chơi lớn hơn đáng kể so với bất kỳ đối thủ nào. Một số trò chơi được viết riêng cho Game Boy Color có thể được chơi trên Game Boy cũ, trong khi những trò chơi khác thì không thể (xem phần Game Paks để biết thêm thông tin). 

## Dòng Game Boy Advance

### Game Boy Advance

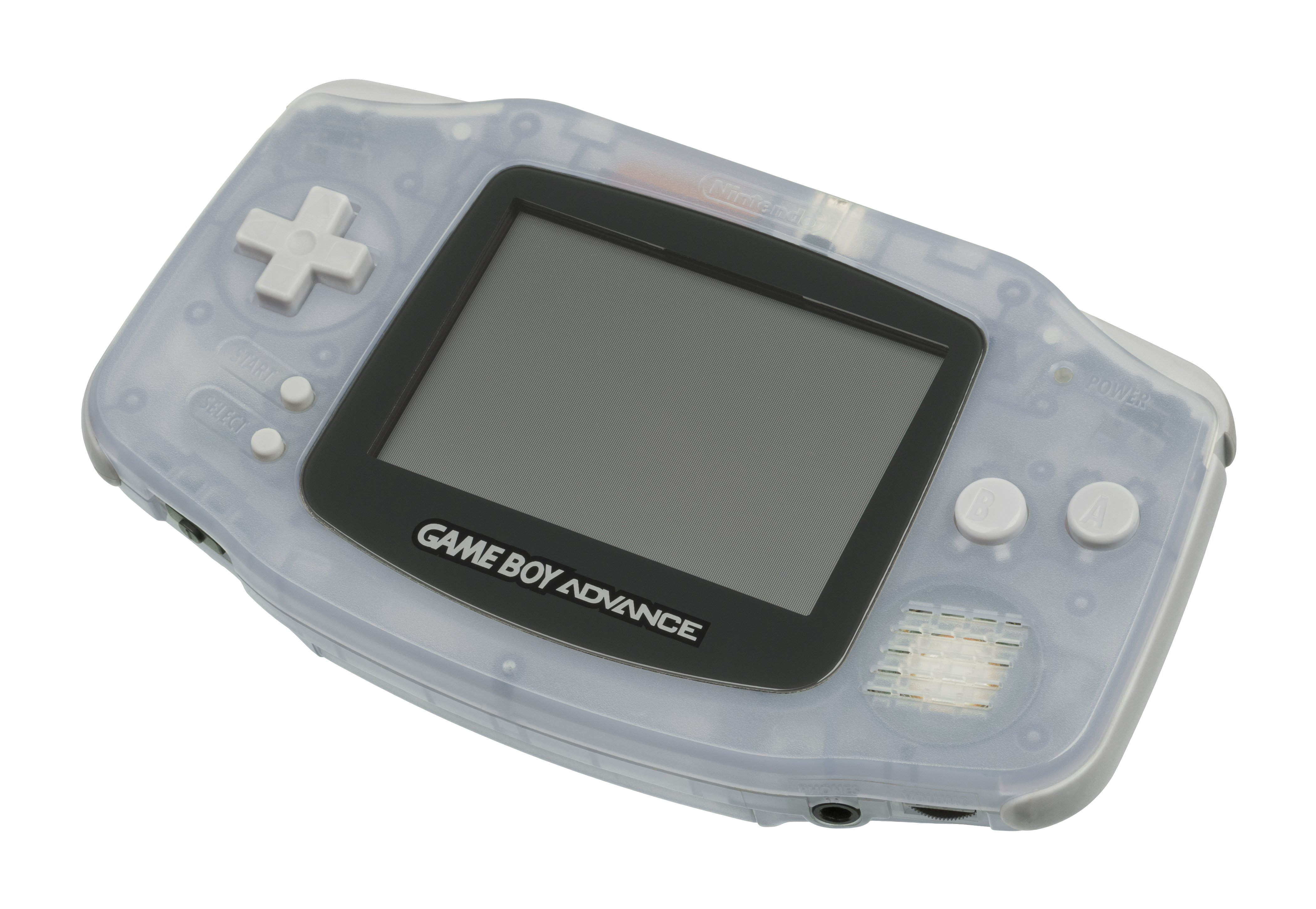
Game Boy Advance

Tại Nhật Bản, vào ngày 21 tháng 3 năm 2001, Nintendo đã phát hành một bản nâng cấp đáng kể cho dòng Game Boy. Game Boy Advance (còn được gọi là GBA) có ARM 32,8 MHz 16 bit. Máy bao gồm bộ xử lý Z80 và công tắc được kích hoạt bằng cách chèn băng Game Boy hoặc Game Boy Color vào khe cắm để tương thích ngược và có màn hình lớn hơn, độ phân giải cao hơn. Điều khiển đã được sửa đổi một chút với việc bổ sung các nút vai "L" và "R". Giống như Game Boy Light và Game Boy Color, Game Boy Advance sử dụng hai pin AA. Hệ máy này giống như SNES về mặt kỹ thuật và thể hiện sức mạnh của nó với các tựa trò chơi chuyển đổi thành công của SNES như  Super Mario World, Super Mario World 2: Yoshi's Island, The Legend of Zelda: A Link to the Past và Donkey Kong Country. Ngoài ra còn có những tựa  trò chơi mới chỉ có trên GBA, như Mario Kart: Super Circuit, F-Zero: Maximum Velocity, Wario Land 4, Mario & Luigi: Superstar Saga và hơn thế nữa. Một nhược điểm bị chỉ trích của Game Boy Advance là màn hình không có đèn sau, khiến việc chơi trò chơi khó khăn trong một số điều kiện. Game Paks cho GBA có chiều dài bằng một nửa băng Game Boy gốc và băng Game Boy Color, và vì vậy, Game Paks cũ hơn sẽ nhô ra khỏi máy. Khi chơi các trò chơi cũ hơn, GBA cung cấp tùy chọn để chơi trò chơi ở độ phân giải tiêu chuẩn của màn hình gốc hoặc tùy chọn kéo dài nó trên màn hình GBA rộng hơn. Các bảng màu có thể lựa chọn cho các trò chơi Game Boy ban đầu giống hệt với bảng màu Game Boy Color. Các trò chơi Game Boy Color không tương thích là Pocket Music  và Chee-Chai Alien. Đây là thiết bị cầm tay cuối cùng cần pin thông thường.

### Game Boy Advance SP

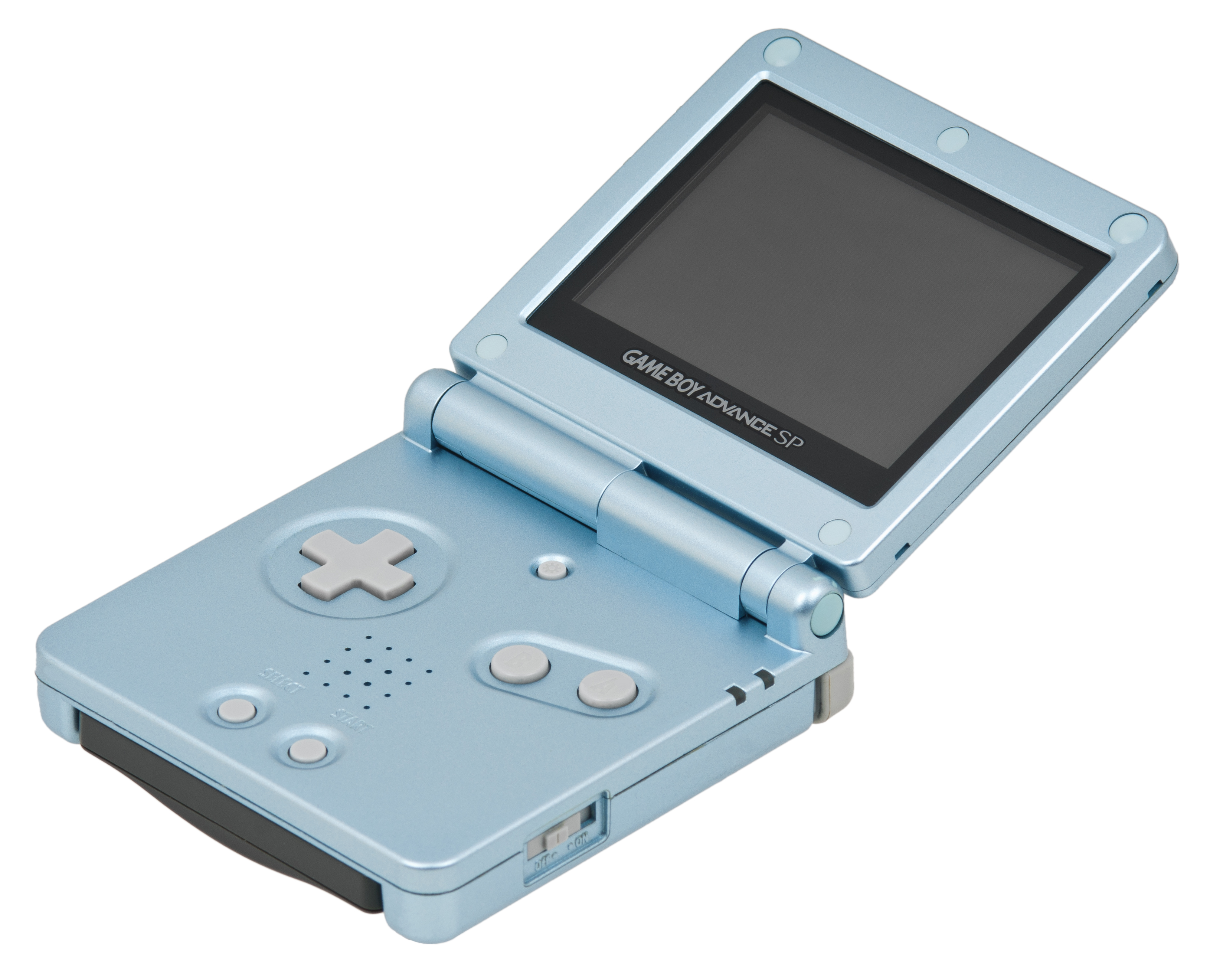
Game Boy Advance SP

Được phát hành lần đầu tiên tại Nhật Bản vào ngày 14 tháng 2 năm 2003, Game Boy Advance SP của Nintendo AGS-001 đã giải quyết một số vấn đề với Game Boy Advance ban đầu. Nó có thiết kế mới hình vỏ sò nhỏ, với màn hình lật, đèn trước bên trong có thể bật tắt, pin sạc và vấn đề đáng chú ý duy nhất là thiếu sót của giắc cắm tai nghe, cần có bộ chuyển đổi đặc biệt, được mua riêng. Vào tháng 9 năm 2005, Nintendo phát hành mô hình Game Boy Advance SP AGS-101, đặc trưng là màn hình đèn sau thay vì đèn trước, tương tự như Game Boy Micro nhưng màn hình lớn hơn. Đây là mẫu Game Boy cuối cùng và cũng là thiết bị cầm tay cuối cùng có khả năng tương thích ngược với các trò chơi Game Boy và Game Boy Color.

### Game Boy Micro

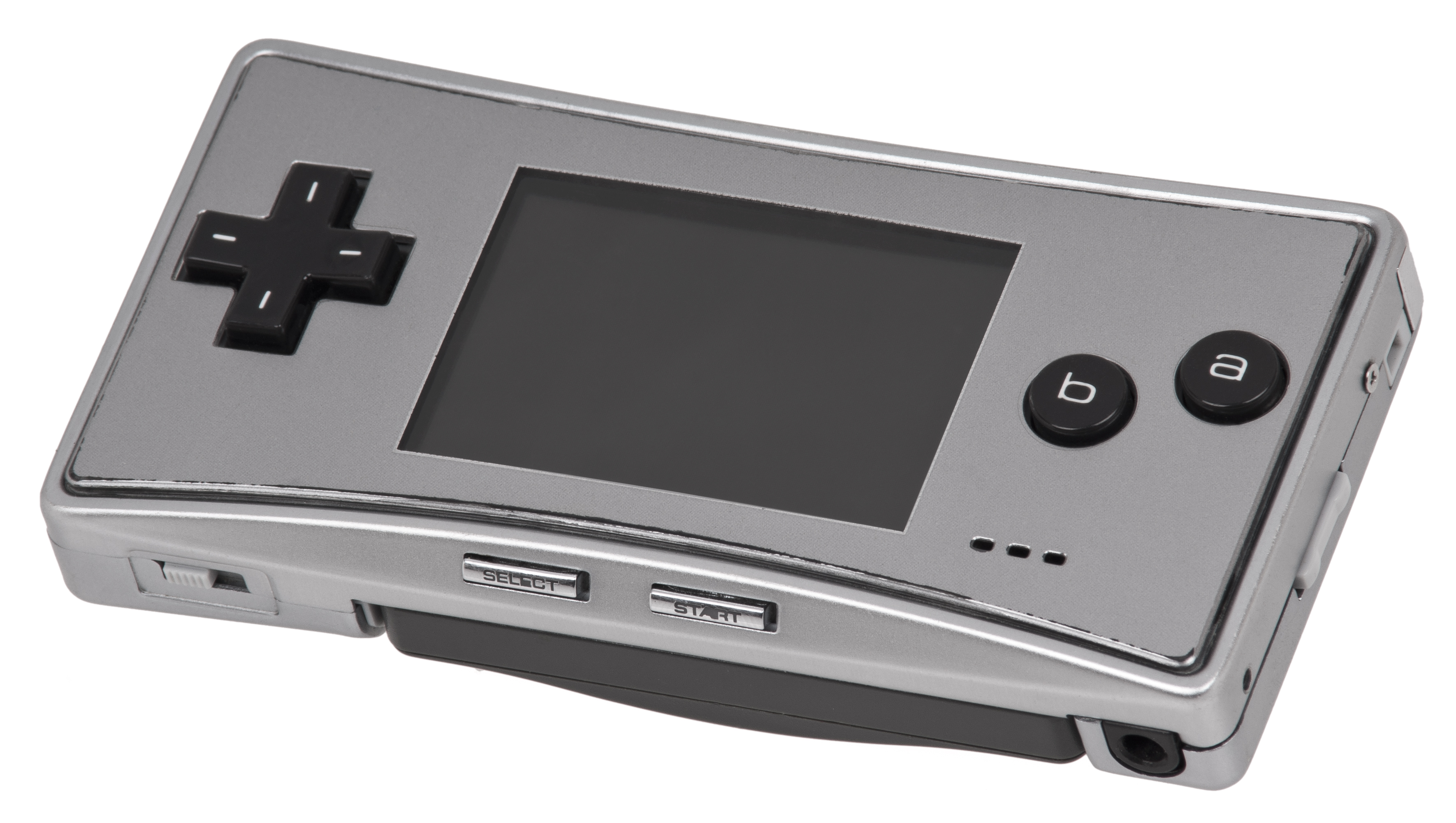
Game Boy Micro

Hình thức thứ ba của hệ Game Boy Advance, Game Boy Micro rộng 4.5 inch (10 cm), cao 2 inch (5 cm) và nặng 2,8 ounce (80 g). Cho đến nay, đây là Game Boy nhỏ nhất được tạo ra, nó có kích thước tương đương với một tay cầm NES gốc. Màn hình có kích thước xấp xỉ 2/3 kích thước của màn hình SP và GBA trong khi vẫn duy trì cùng độ phân giải (240 × 160 pixel) nhưng có đèn trong chất lượng cao hơn với độ sáng có thể điều chỉnh. Đi kèm với máy là hai tấm mặt nạ bổ sung có thể thay đổi để mang lại diện mạo mới cho máy; Nintendo of America đã bán thêm mặt nạ trên cửa hàng trực tuyến. Ở châu Âu, Game Boy Micro đi kèm với một mặt nạ. Ở Nhật Bản, một bản giới hạn Mother 3 đã được phát hành cùng với trò chơi trong Mother 3 Deluxe Box. Không giống như Game Boy Advance và Game Boy Advance SP, Game Boy Micro không thể chơi bất kỳ trò chơi Game Boy hay Game Boy Color gốc nào, chỉ chơi các tựa Game Boy Advance (ngoại trừ Nintendo e-Reader, ngừng ở Mỹ, nhưng vẫn có ở Nhật Bản).

## So sánh
| Dòng sản phẩm            | Game Boy Advance | Game Boy Advance | Game Boy Advance | Game Boy Color | Game Boy cổ điển | Game Boy cổ điển | Game Boy cổ điển |                                                 |                                                 |
| Tên                      | Game Boy Micro | Game Boy Advance SP | Game Boy Advance | Game Boy Color | Game Boy Light | Game Boy Pocket | Game Boy |                                                 |                                                 |
| Mẫu#                     | OXY-001 | AGS-001 / AGS-101 | AGB-001 | CGB-001 | MGB-101 | MGB-001 | DMG-01 |                                                 |                                                 |
| Logo                     | | | | | | | |                                                 |                                                 |
| ------------------------ | --- | --- | --- | --- | --- | --- | --- | ----------------------------------------------- | ----------------------------------------------- |
| Máy                      | | | | | | | |                                                 |                                                 |
| Trong quá trình sản xuất | Đã ngưng | Đã ngưng | Đã ngưng | Đã ngưng | Đã ngưng | Đã ngưng | Đã ngưng |                                                 |                                                 |
| Thế hệ                   | Thế hệ thứ sáu | Thế hệ thứ sáu | Thế hệ thứ sáu | Thế hệ thứ năm | Thế hệ thứ tư | Thế hệ thứ tư | Thế hệ thứ tư |                                                 |                                                 |
| Ngày phát hành           | - JP: ngày 13 tháng 9 năm 2005 - NA: ngày 19 tháng 9 năm 2005 - AU: ngày 3 tháng 11 năm 2005 - EU: ngày 4 tháng 11 năm 2005                   | - JP: ngày 14 tháng 2 năm 2003 - NA: ngày 23 tháng 3 năm 2003 - PAL: ngày 28 tháng 3 năm 2003                                                 | - JP: ngày 21 tháng 3 năm 2001 - NA: ngày 11 tháng 6 năm 2001 - PAL: ngày 22 tháng 6 năm 2001                                                 | - JP: ngày 21 tháng 10 năm 1998 - NA: ngày 18 tháng 11 năm 1998 - EU: ngày 23 tháng 11 năm 1998 - AU: ngày 27 tháng 11 năm 1998 | - JP: ngày 14 tháng 4 năm 1998                                                                                         | - JP: ngày 21 tháng 7 năm 1996 - NA: ngày 3 tháng 9 năm 1996 - PAL: 1996                                               | - JP: ngày 21 tháng 4 năm 1989 - NA: Tháng 8 năm 1989 - EU: ngày 28 tháng 9 năm 1990                                   |                                                 |                                                 |
| Giá bán                  | ¥12,000 US$99.99 €99.99 A$? | ¥12,500 US$99 €129.99 A$199.99 | ¥9,800 US$99.99 €109,99 A$? | ¥8,900 US$79.95 A$? | ¥6,800 | ¥6,800 US$59.95 A$? | ¥12,800 US$89.95 A$?                                                                                                   |                                                 |                                                 |
| Lượng máy đã bán         | Trên toàn thế giới: 81,51 triệu (tính đến ngày 31 tháng 12 năm 2013).                                                                         | Trên toàn thế giới: 81,51 triệu (tính đến ngày 31 tháng 12 năm 2013).                                                                         | Trên toàn thế giới: 81,51 triệu (tính đến ngày 31 tháng 12 năm 2013).                                                                         | Trên toàn thế giới: 118,69 triệu(tính đến ngày 31 tháng 12 năm 2013).                                                           | Trên toàn thế giới: 118,69 triệu(tính đến ngày 31 tháng 12 năm 2013).                                                  | Trên toàn thế giới: 118,69 triệu(tính đến ngày 31 tháng 12 năm 2013).                                                  | Trên toàn thế giới: 118,69 triệu(tính đến ngày 31 tháng 12 năm 2013).                                                  |                                                 |                                                 |
| Trò chơi bán chạy nhất   | Pokémon Ruby và Sapphire, tổng 13 triệu combined (tính đến ngày 25 tháng 11 năm 2004)                                                         | Pokémon Ruby và Sapphire, tổng 13 triệu combined (tính đến ngày 25 tháng 11 năm 2004)                                                         | Pokémon Ruby và Sapphire, tổng 13 triệu combined (tính đến ngày 25 tháng 11 năm 2004)                                                         | Pokémon Gold và Silver, tổng 23 triệu                                                                                           | Tetris, 30.26 triệu (trong gói/bán riêng) Pokémon Red và Blue, khoảng 23.64 triệu (tính đến ngày 18 tháng 1 năm 2009). | Tetris, 30.26 triệu (trong gói/bán riêng) Pokémon Red và Blue, khoảng 23.64 triệu (tính đến ngày 18 tháng 1 năm 2009). | Tetris, 30.26 triệu (trong gói/bán riêng) Pokémon Red và Blue, khoảng 23.64 triệu (tính đến ngày 18 tháng 1 năm 2009). |                                                 |                                                 |
| Màn hình                 | 51 mm (2 in) | 74 mm (2,9 in) | 74 mm (2,9 in) | 65 mm (2,56 in) | 65 mm (2,56 in) | 65 mm (2,56 in) | 65 mm (2,56 in) |                                                 |                                                 |
| Màn hình                 | 240 × 160 px (38,400 px) | 240 × 160 px (38,400 px) | 240 × 160 px (38,400 px) | 160 × 144 px (23,040 px) | 160 × 144 px (23,040 px)                                                                                               | 160 × 144 px (23,040 px)                                                                                               | 160 × 144 px (23,040 px)                                                                                               |                                                 |                                                 |
| Màn hình                 | 511 màu đồng thời trong chế độ ký tự 32.768 màu đồng thời ở chế độ bitmap                                                                     | 511 màu đồng thời trong chế độ ký tự 32.768 màu đồng thời ở chế độ bitmap                                                                     | 511 màu đồng thời trong chế độ ký tự 32.768 màu đồng thời ở chế độ bitmap                                                                     | 10, 32 hoặc 56 màu sắc đồng thời (từ bảng màu 32.768)                                                                           | 4 sắc thái, đơn sắc (2-bit)                                                                                            | 4 sắc thái, đơn sắc (2-bit)                                                                                            | 4 sắc thái, đơn sắc (2-bit)                                                                                            |                                                 |                                                 |
| Màn hình                 | 511 màu đồng thời trong chế độ ký tự 32.768 màu đồng thời ở chế độ bitmap                                                                     | 511 màu đồng thời trong chế độ ký tự 32.768 màu đồng thời ở chế độ bitmap                                                                     | 511 màu đồng thời trong chế độ ký tự 32.768 màu đồng thời ở chế độ bitmap                                                                     | 10, 32 hoặc 56 màu sắc đồng thời (từ bảng màu 32.768)                                                                           | Màn hình trắng (bốn sắc thái, thang độ xám)                                                                            | Màn hình trắng (bốn sắc thái, thang độ xám)                                                                            | Olive green screen (four shades of olive green)                                                                        | Olive green screen (four shades of olive green) | Olive green screen (four shades of olive green) |
| Màn hình                 | Đèn nền - 5 mức sáng | Công tắc Bật / Tắt đèn trước (AGS-001) Đèn nền sáng / bật tắt bình thường (AGS-101)                                                           | No backlight | No backlight | Công tắc Bật / Tắt đèn nền phát quang điện                                                                             | No backlight | No backlight |                                                 |                                                 |
| Audio                    | 6 channels (hai kênh PCM "Âm thanh trực tiếp" 8 bit, cùng với 4 kênh từ Game Boy)                                                             | 6 channels (hai kênh PCM "Âm thanh trực tiếp" 8 bit, cùng với 4 kênh từ Game Boy)                                                             | 6 channels (hai kênh PCM "Âm thanh trực tiếp" 8 bit, cùng với 4 kênh từ Game Boy)                                                             | 4 channels (2 kênh sóng vuông, 1 kênh mẫu sóng PCM 4 bit, 1 kênh nhiễu và 1 đầu vào âm thanh từ hộp mực)                        | 4 channels (2 kênh sóng vuông, 1 kênh mẫu sóng PCM 4 bit, 1 kênh nhiễu và 1 đầu vào âm thanh từ hộp mực)               | 4 channels (2 kênh sóng vuông, 1 kênh mẫu sóng PCM 4 bit, 1 kênh nhiễu và 1 đầu vào âm thanh từ hộp mực)               | 4 channels (2 kênh sóng vuông, 1 kênh mẫu sóng PCM 4 bit, 1 kênh nhiễu và 1 đầu vào âm thanh từ hộp mực)               |                                                 |                                                 |
| Audio                    | Loa đơn âm | | | | | | |                                                 |                                                 |
| Audio                    | Giắc cắm tai nghe âm thanh nổi (Tiêu chuẩn)                                                                                                   | Giắc cắm tai nghe âm thanh nổi (đối với tai nghe được thiết kế đặc biệt cho GBA SP)                                                           | Giắc cắm tai nghe âm thanh nổi (Tiêu chuẩn)                                                                                                   | Giắc cắm tai nghe âm thanh nổi (Tiêu chuẩn)                                                                                     | Giắc cắm tai nghe âm thanh nổi (Tiêu chuẩn)                                                                            | Giắc cắm tai nghe âm thanh nổi (Tiêu chuẩn)                                                                            | Giắc cắm tai nghe âm thanh nổi (Tiêu chuẩn)                                                                            |                                                 |                                                 |
| Bộ vi xử lý              | 16.8 MHz 32-bit ARM7TDMI Bộ đồng xử lý Z80 8-bit 4 hoặc 8 MHz để mô phỏng Game Boy và Game Boy Color, và làm bộ tạo âm trong Game Boy Advance | 16.8 MHz 32-bit ARM7TDMI Bộ đồng xử lý Z80 8-bit 4 hoặc 8 MHz để mô phỏng Game Boy và Game Boy Color, và làm bộ tạo âm trong Game Boy Advance | 16.8 MHz 32-bit ARM7TDMI Bộ đồng xử lý Z80 8-bit 4 hoặc 8 MHz để mô phỏng Game Boy và Game Boy Color, và làm bộ tạo âm trong Game Boy Advance | 4 or 8 MHz 8-bit Zilog Z80 | 4.19 MHz 8-bit custom Sharp LR35902                                                                                    | 4.19 MHz 8-bit custom Sharp LR35902                                                                                    | 4.19 MHz 8-bit custom Sharp LR35902                                                                                    |                                                 |                                                 |
| Bộ nhớ tạm               | 256 kB WRAM (ngoài CPU) 32 kB + 96 kB VRAM (trong CPU)                                                                                        | 256 kB WRAM (ngoài CPU) 32 kB + 96 kB VRAM (trong CPU)                                                                                        | 256 kB WRAM (ngoài CPU) 32 kB + 96 kB VRAM (trong CPU)                                                                                        | 32 kB RAM 16 kB VRAM | 8 kB S-RAM (có thể được mở rộng lên đến 32 kB) 8 kB VRAM                                                               | 8 kB S-RAM (có thể được mở rộng lên đến 32 kB) 8 kB VRAM                                                               | 8 kB S-RAM (có thể được mở rộng lên đến 32 kB) 8 kB VRAM                                                               |                                                 |                                                 |
| Khe cắm băng vật lý      | Băng Game Boy Advance (2-32 MB) | Băng Game Boy Advance (2-32 MB) Băng Game Boy Color Băng Game Boy (32 kB – 1 MB)                                                              | Băng Game Boy Advance (2-32 MB) Băng Game Boy Color Băng Game Boy (32 kB – 1 MB)                                                              | Băng Game Boy Color Băng Game Boy (32 kB – 1 MB)                                                                                | Băng Game Boy (32 kB – 1 MB)                                                                                           | Băng Game Boy (32 kB – 1 MB)                                                                                           | Băng Game Boy (32 kB – 1 MB)                                                                                           |                                                 |                                                 |
| Phím bấm                 | - D-pad - A/B, L/R, và nút START/SELECT | - D-pad - A/B, L/R, và nút START/SELECT | - D-pad - A/B, L/R, và nút START/SELECT | - D-pad - A/B và nút START/SELECT                                                                                               | - D-pad - A/B và nút START/SELECT                                                                                      | - D-pad - A/B và nút START/SELECT                                                                                      | - D-pad - A/B và nút START/SELECT                                                                                      |                                                 |                                                 |
| Pin                      | Pin lithium-ion 460 mAh - 10 tiếng | Pin lithium-ion 700 mAh - 18 tiếng (đèn AGS-001 tắt) - 10 tiếng (đèn AGS-001 bật sáng)111                                                     | 2 pin AA 15 giờ (phụ thuộc vào Game Pak đang được chơi và cài đặt âm lượng)                                                                   | 2 pin AA - 30+ tiếng - 70 - 80 mAh                                                                                              | 2 AA batteries - 20 hours (tắt đèn) / 12 tiếng (mở đèn)                                                                | 2 pin AAA - 8 tiếng hoặc 10 tiếng - 80 - 90 mAh                                                                        | 4 pin AA - 35 tiếng - 70 - 80 mAh                                                                                      |                                                 |                                                 |
| Kết nối                  | Cáp liên kết thế hệ thứ tư | Cáp liên kết thế hệ thứ ba | Cáp liên kết thế hệ thứ ba | Cổng liên kết thế hệ thứ hai | Cổng liên kết thế hệ thứ hai                                                                                           | Cổng liên kết thế hệ thứ hai                                                                                           | Cáp liên kết thế hệ đầu tiên                                                                                           |                                                 |                                                 |
| Kết nối                  | — | — | — | Infrared port | — | — | — |                                                 |                                                 |
| Trọng lượng              | 80 gam (2,8 oz) | 142 gam (5,0 oz) | 140 gam (4,9 oz) | 138 gam (4,9 oz) | 190 gam (6,7 oz) (kèm pin)                                                                                             | 125 grams (4.4 oz) 150 gam (5,3 oz) (with batteries)                                                                   | 220 grams (7.8 oz) 394 gam (13,9 oz) (kèm pin)                                                                         |                                                 |                                                 |
| Kích thước               | 101 mm (4,0 in) W 50 mm (2,0 in) H 17,2 mm (0,68 in) D                                                                                        | 84 mm (3,3 in) W 82 mm (3,2 in) H 24 mm (0,94 in) D                                                                                           | 144 mm (5,7 in) W 82 mm (3,2 in) H 24,5 mm (0,96 in) D                                                                                        | 75 mm (3,0 in) W 133 mm (5,2 in) H 27 mm (1,1 in) D                                                                             | 80 mm (3,1 in) W 135 mm (5,3 in) DH 29 mm (1,1 in) D                                                                   | 77,6 mm (3,06 in) W 127,6 mm (5,02 in) H 25,3 mm (1,00 in) D                                                           | 90 mm (3,5 in) W 148 mm (5,8 in) H 32 mm (1,3 in) D                                                                    |                                                 |                                                 |
| Các màu sắc và mẫu       | Danh sách các màu và kiểu dáng vỏ Game Boy | Danh sách các màu và kiểu dáng vỏ Game Boy | Danh sách các màu và kiểu dáng vỏ Game Boy | Danh sách các màu và kiểu dáng vỏ Game Boy                                                                                      | Danh sách các màu và kiểu dáng vỏ Game Boy                                                                             | Danh sách các màu và kiểu dáng vỏ Game Boy                                                                             | Danh sách các màu và kiểu dáng vỏ Game Boy                                                                             |                                                 |                                                 |
| Khóa vùng                | Không | Không | Không | Không | Không | Không | Không |                                                 |                                                 |
| Danh sách trò chơi       | Danh sách trò chơi Game Boy Advance | Danh sách trò chơi Game Boy Advance | Danh sách trò chơi Game Boy Advance | Danh sách trò chơi Game Boy Color                                                                                               | Danh sách trò chơi Game Boy                                                                                            | Danh sách trò chơi Game Boy                                                                                            | Danh sách trò chơi Game Boy                                                                                            |                                                 |                                                 |
| Tương thích ngược        | — | Game Boy Game Boy Color | Game Boy Game Boy Color | Game Boy | — | — | — |                                                 |                                                 |
| Tên                      | Game Boy Micro | Game Boy Advance SP | Game Boy Advance | Game Boy Color | Game Boy Light | Game Boy Pocket | Game Boy |                                                 |                                                 |

So sánh kích thước dòng Game Boy
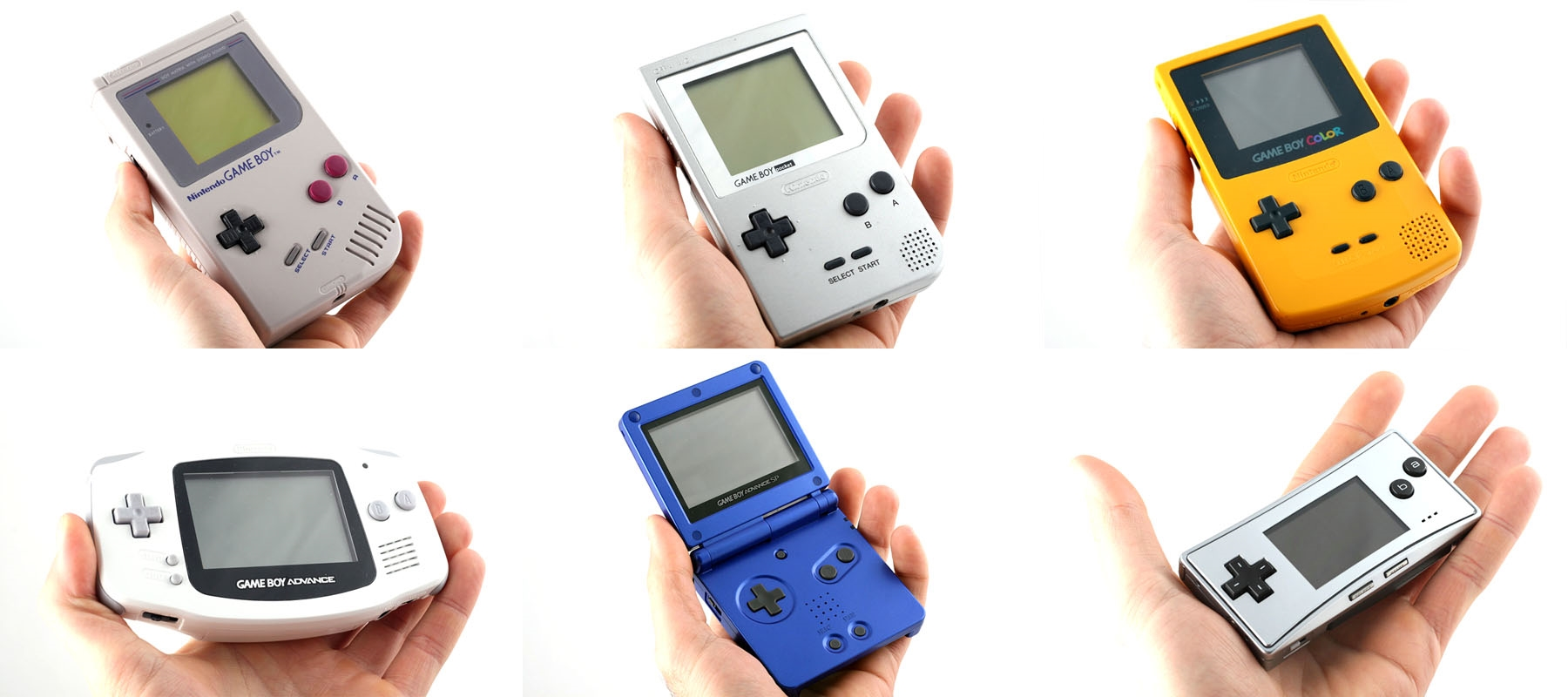
So sánh kích thước của một số hệ Game Boy, từ trên cùng bên trái: Game Boy (1989), Game Boy Pocket (1996), Game Boy Color (1998), Game Boy Advance (2001), Game Boy Advance SP (2003), Game Boy Micro (2005)

## Băng Game Boy
Mỗi trò chơi được lưu trữ trên một hộp băng nhựa, tên chính thức của Nintendo gọi là "Game Pak". Tất cả các băng, ngoại trừ các băng cho Game Boy Advance, là 5,8 x 6,5 cm. Băng cung cấp mã và dữ liệu cho CPU của máy. Một số băng bao gồm một pin nhỏ với SRAM, chip nhớ flash hoặc EEPROM, cho phép lưu dữ liệu trò chơi khi tắt máy. Tuy nhiên, nếu băng hết pin, thì dữ liệu lưu sẽ bị mất, tuy nhiên, có thể thay pin bằng pin mới. Để làm điều này, hộp băng phải được tháo ra, mở ra và pin cũ sẽ được tháo ra và thay thế. Điều này có thể yêu cầu tách pin cũ ra và hàn thay thế tại chỗ. Trước năm 2003, Nintendo sử dụng pin đồng hồ tròn, phẳng, để lưu thông tin trên các hộp băng. Những pin này đã được thay thế trong các băng mới hơn vì chúng chỉ có thể sống trong một khoảng thời gian nhất định.
Băng được đưa vào khe cắm. Nếu băng được tháo trong khi bật nguồn và Game Boy không tự động khởi động lại, trò chơi sẽ đóng băng; Game Boy có thể xuất một số hình ảnh bất ngờ, chẳng hạn như các hàng số không hiện trên màn hình, âm thanh vẫn ở cùng một mức phát ra ngay khi trò chơi được rút ra, dữ liệu đã lưu và phần cứng có thể bị hỏng. Điều này có trên hầu hết các máy chơi trò chơi điện tử sử dụng băng.
Công tắc nguồn của Game Boy gốc được thiết kế để ngăn người chơi không thể tháo băng trong khi bật nguồn. Băng chỉ dành cho Game Boy Color (và không dành cho Game Boy gốc) thiếu "notch" (rãnh) để khóa, có trên đầu các băng ban đầu, ngăn băng hoạt động trên Game Boy gốc (có thể gắn băng vào, nhưng công tắc nguồn không thể được chuyển đến vị trí "bật"). Ngay cả khi điều này được bỏ qua bằng cách sử dụng Game Boy Pocket, Game Boy Light hoặc Super Game Boy (và chỉ có trên các máy hệ tiếng Nhật), trò chơi sẽ không chạy và hình ảnh trên màn hình sẽ thông báo cho người dùng rằng trò chơi chỉ tương thích với các máy Game Boy Color. Một ngoại lệ sẽ là Kirby Tilt 'n' Tumble: mặc dù băng có một rãnh, cho phép nó gắn được vào Game Boy gốc, trò chơi hiển thị thông báo lỗi cho biết rằng nó chỉ có thể chơi trên Game Boy Color. Chee Chai Alien  và Pocket Music  không tương thích với các mẫu Game Boy Advance, hiển thị thông báo lỗi cho biết chúng chỉ có thể chơi trên Game Boy Color.
Hộp băng Game Boy Advance sử dụng tính năng khóa vật lý tương tự. Các rãnh được đặt ở đáy của hai góc sau của băng. Một trong những rãnh này là nhằm để tránh đụng phải công tắc bên trong khe cắm. Khi một trò chơi Game Boy hoặc Game Boy Color cũ hơn được đưa vào khe cắm, công tắc sẽ được nhấn xuống và Game Boy Advance sẽ bắt đầu ở chế độ Game Boy Color, trong khi băng Game Boy Advance sẽ không chạm vào công tắc và máy sẽ bắt đầu trong chế độ Game Boy Advance. Nintendo DS đã thay thế công tắc bằng một miếng nhựa cứng cho phép lắp băng Game Boy Advance vào Khe 2, nhưng sẽ ngăn băng Game Boy hoặc Game Boy Color cũ hơn được lắp trót lọt vào khe.
Không bao gồm các biến thể dành riêng cho trò chơi, có bốn loại băng tương thích với các máy Game Boy: 

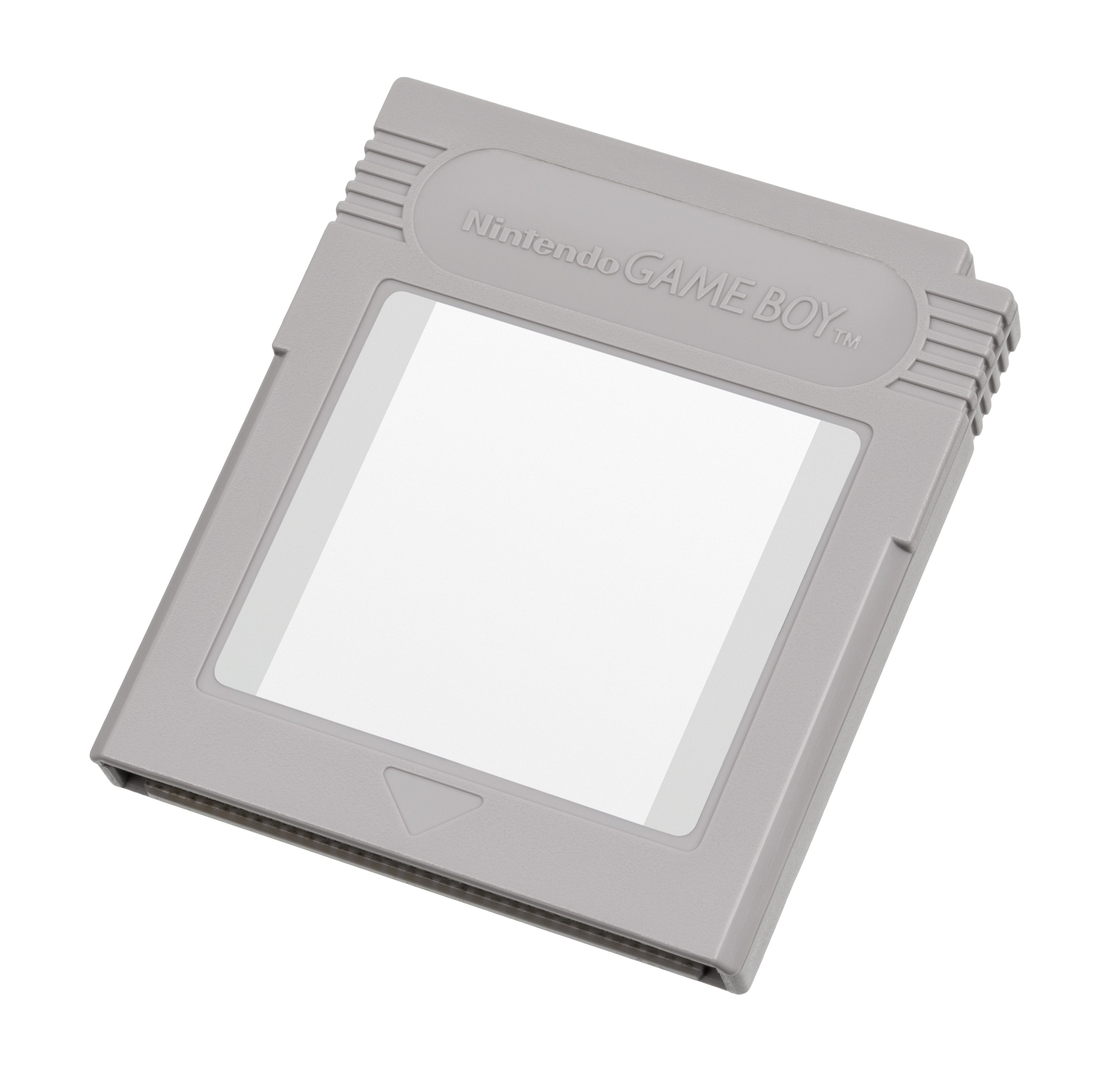
Băng Game Boy màu xám nguyên bản

- Hộp băng màu xám (Còn được gọi là loại A) tương thích với tất cả các máy Game Boy, ngoại trừ Game Boy Micro. Tất cả các trò chơi Game Boy gốc đều thuộc loại này. Một số trong các băng này có màu thay thế, chẳng hạn như đỏ hoặc xanh dương cho Pokémon Red và Blue vàng cho loạt Donkey Kong Land. Các trò chơi trên các băng này được lập trình bằng màu đen và trắng; Game Boy Color và các hệ máy sau này có các bảng màu có thể lựa chọn cho chúng. Một số băng màu xám được phát hành từ năm 1994 đến 1998 có các cải tiến Super Game Boy. Thậm chí một ít băng xám được phát hành với các tính năng tích hợp khiến chúng nhô ra khỏi khe cắm, nhưng bao gồm phần rãnhh để tương thích với Game Boy gốc (đáng chú ý như là Máy ảnh Game Boy)

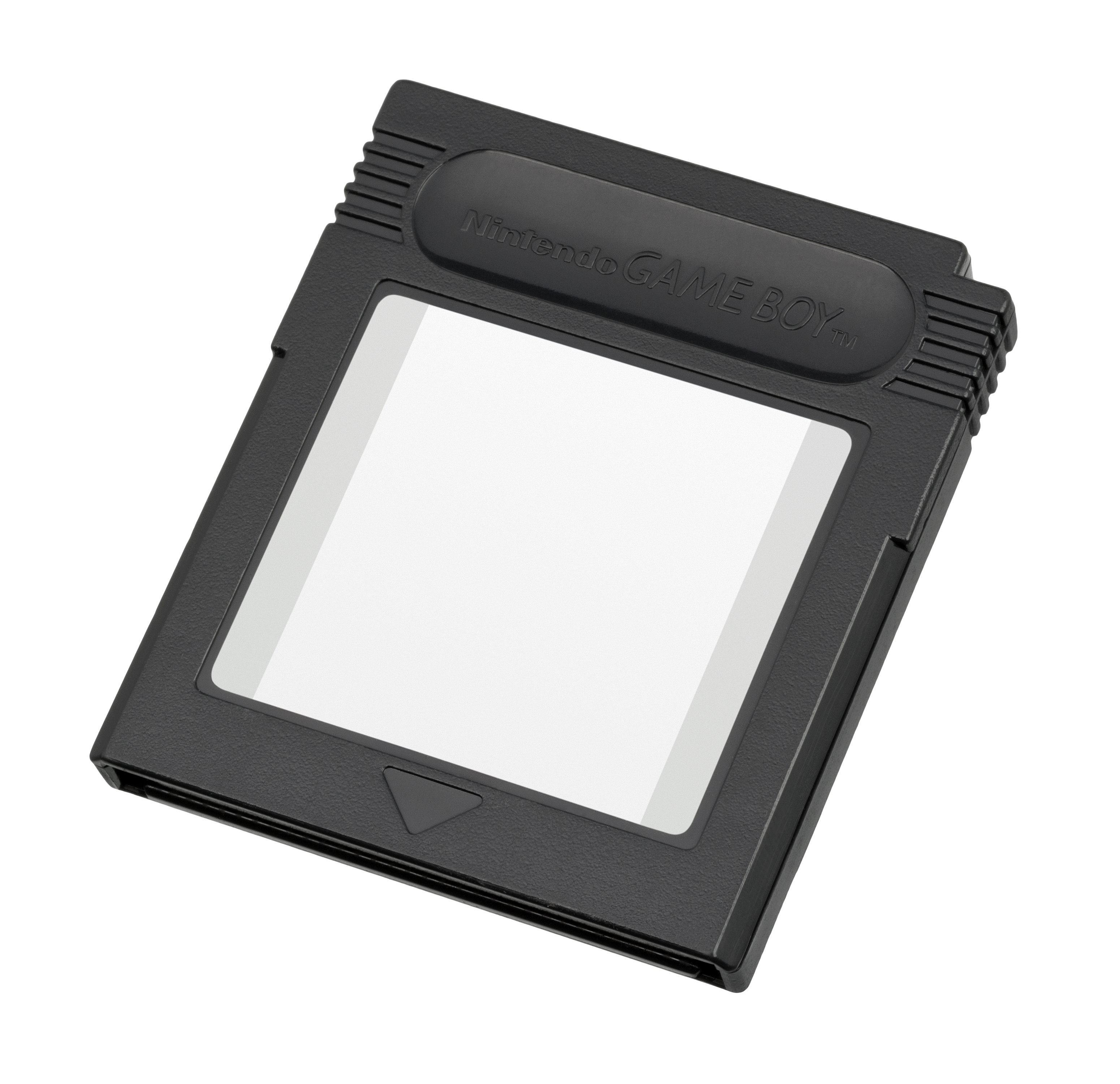
Băng Game Boy màu đen

- Hộp băng đen (Còn được gọi là loại B hoặc Dual Mode) tương thích với tất cả các máy Game Boy, ngoại trừ Game Boy Micro. Mặc dù các trò chơi trên các băng này được lập trình màu, nhưng chúng vẫn có thể được chơi ở chế độ đơn sắc trên Game Boy, Game Boy Pocket, Game Boy Light và Super Game Boy (và các dòng tiếng Nhật của nó). Ví dụ về các băng đen là Pokémon Yellow: Special Pikachu Edition, Pokémon Gold và Silver (tuy nhiên, màu sắc thực tế của ba băng này lần lượt là vàng, vàng gold và bạc). Các trò chơi như Wario Land II và The Legend of Zelda: Link's Awakening DX là bản phát hành lại có đầy đủ màu sắc của các trò chơi trên băng xám nhưng với nội dung bổ sung chỉ có trên Game Boy Color. Một số băng đen có cải tiến Super Game Boy. Ngay cả một số trò chơi cũng có các tính năng tích hợp tương tự như các băng trong suốt sau này đã làm, như tính năng rung (Pokémon Pinball) và thu phát hồng ngoại (Robopon Sun, Star and Moon Versions).[44]

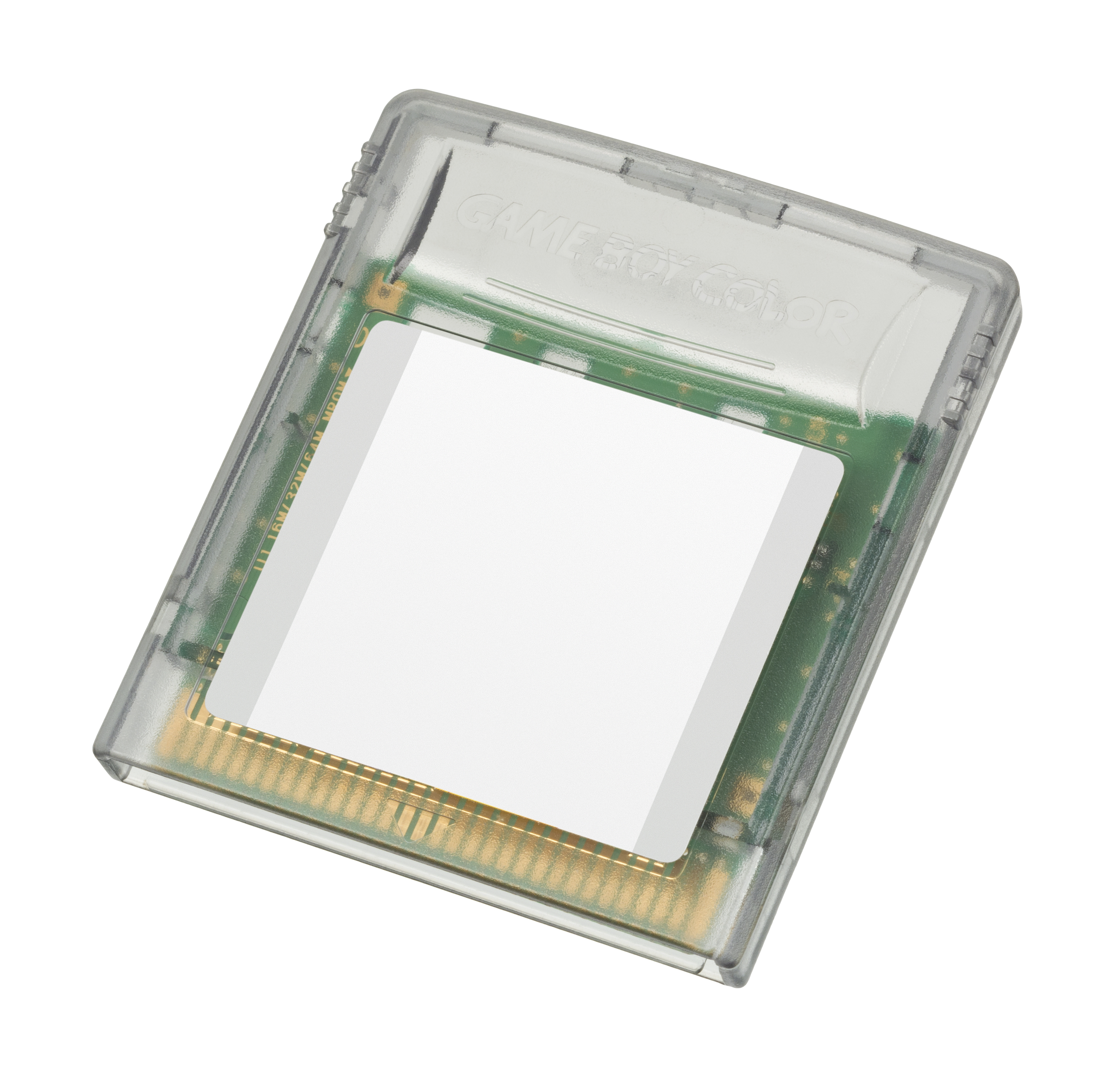
Băng Game Boy Color trong suốt

- Các hộp băng trong suốt (Còn được gọi là loại C) tương thích với Game Boy Color và các hệ máy mới hơn, ngoại trừ Game Boy Micro. Một số trò chơi (như Pokémon Crystal) đã được phát hành trong các băng có màu đặc biệt, như đã được thực hiện trước đó, nhưng những màu mới vẫn mờ. Một số băng trong suốt có các tính năng tích hợp, bao gồm tính năng rung (Perfect Dark) và cảm biến độ nghiêng (Kirby Tilt 'n' Tumble). Các băng này có hình dạng hơi khác so với trước đó và sẽ cản trở chốt nếu được gắn vào Game Boy bản đầu. Không giống như hộp băng Xám và Đen, hộp trong suốt không thể chơi trên Game Boy Pocket, Game Boy Light hoặc Super Game Boy (hoặc thậm chí là bản tiếng Nhật của nó). Một số băng loại C (phiên bản Châu Âu của V-Rally: Championship Edition) đã sử dụng thiết kế hộp băng cứng, như loại B.[45]

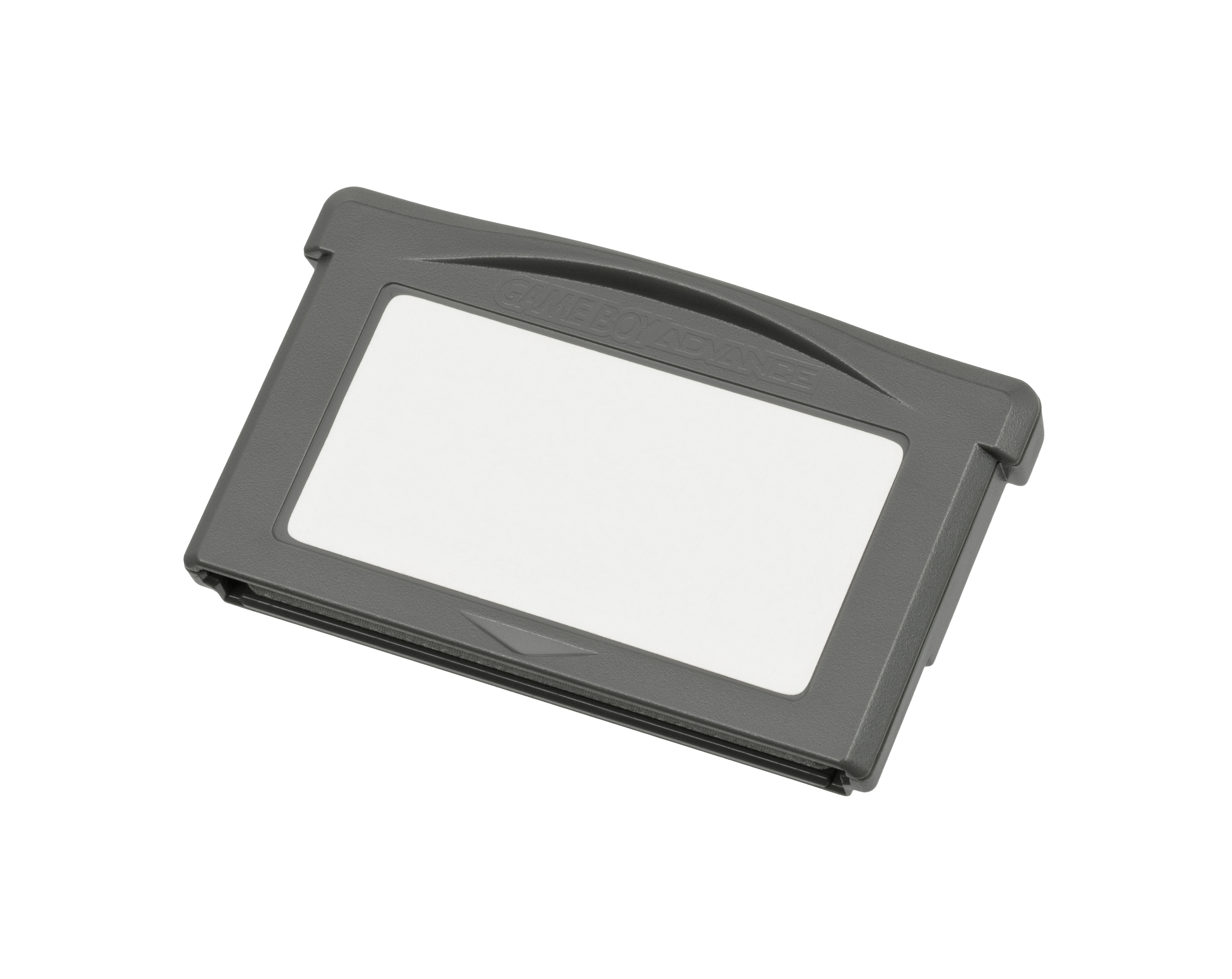
Băng Game Boy Advance

- Hộp băng Advance (Còn được gọi là loại D) có kích thước bằng một nửa so với tất cả các băng trước đó và tương thích với Game Boy Advance và các hệ máy sau này bao gồm cả Nintendo DS. Một số băng có màu giống với các trò chơi (thường là loạt Pokémon; Pokémon Emerald, ví dụ, là màu xanh ngọc trong). Cũng tương thích với Nintendo DS và DS Lite (nhưng xem phần Tiếp nhận để biết các hạn chế). Một số băng Advance có các tính năng tích hợp, bao gồm các tính năng rumble (Drill Dozer), cảm biến độ nghiêng (WarioWare: Twisted !, Yoshi's Universal Gravitation) và cảm biến quang học (Boktai).

## Phụ kiện
Game Boy, cũng như nhiều máy chơi trò chơi điện tử khác, cũng có một số phụ kiện phát hành bởi bên thứ nhất và cả bên thứ ba không được cấp phép. Đáng chú ý nhất là Máy ảnh Game Boy (trái) và Máy in Game Boy (phải), được phát hành năm 1998.

### Bộ điều hợp tivi
Ngoài Game Boy, phần cứng đặc biệt đã được phát hành cho nhiều thiết bị cầm tay khác nhau trong dòng Game Boy để chúng có thể được phát trên TV.

#### Super Game Boy

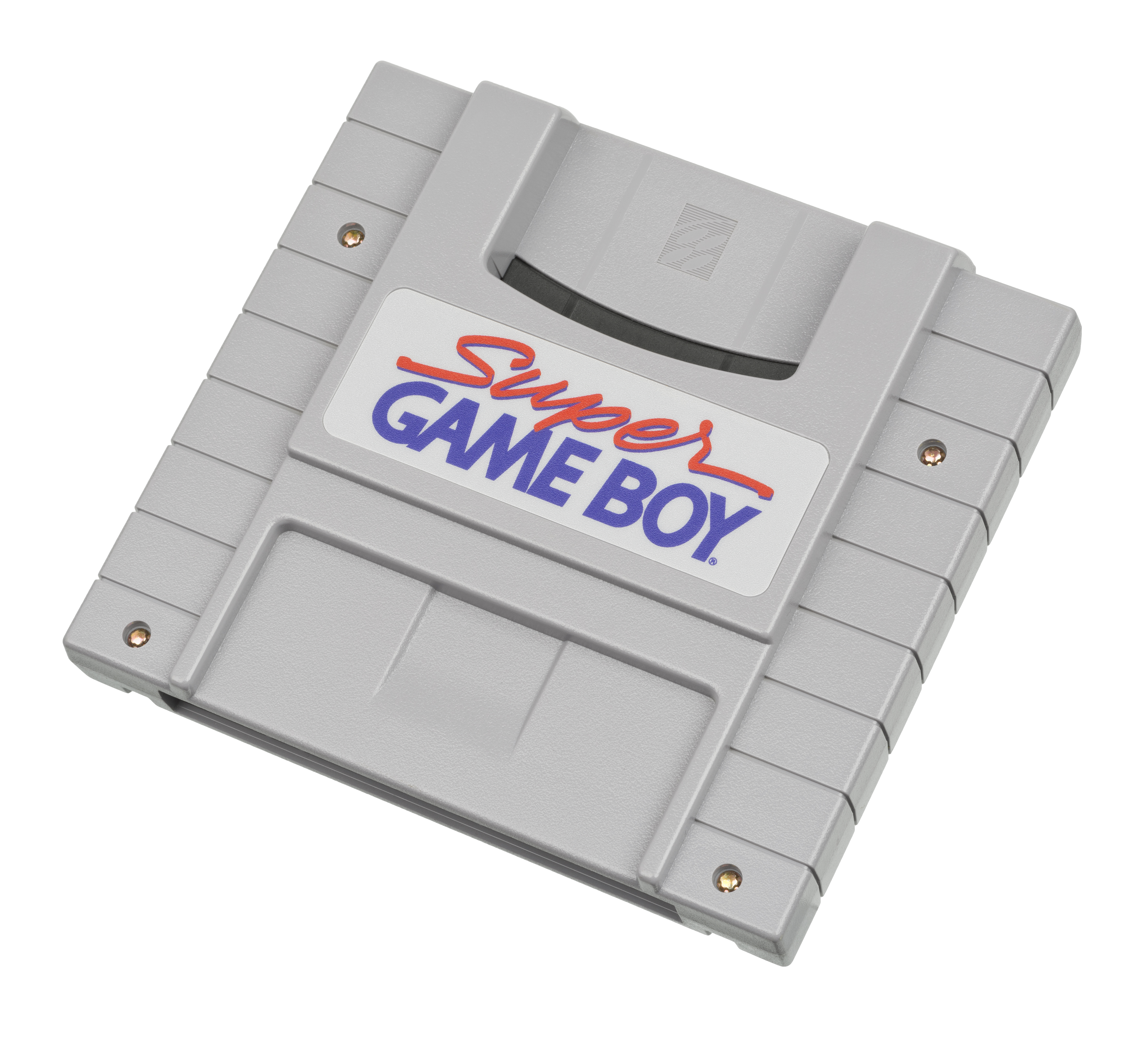
Super Game Boy Bắc Mỹ

Năm 1994, một hộp băng đặc biệt dành cho Super Nintendo Entertainment System (SNES) của Nintendo đã được phát hành có tên Super Game Boy. Super Game Boy được thiết kế để sử dụng băng trò chơi Game Boy trên máy SNES, cũng có thể phát trên màn hình TV bằng tay cầm SNES / Super Famicom. Khi được phát hành vào năm 1994, Super Game Boy được bán với giá khoảng 60 đô la tại Mỹ. Ở Anh, bán lẻ với giá 49,99 bảng. Kiến trúc kỹ thuật của Super Game Boy tương tự như Game Boy thông thường, do đó, các trò chơi Game Boy hoạt động trên phần cứng nguyên bản thay vì được mô phỏng bởi SNES. Nó là tiền thân của Game Boy Player trên Nintendo GameCube, có chức năng tương tự.

#### Super Game Boy 2

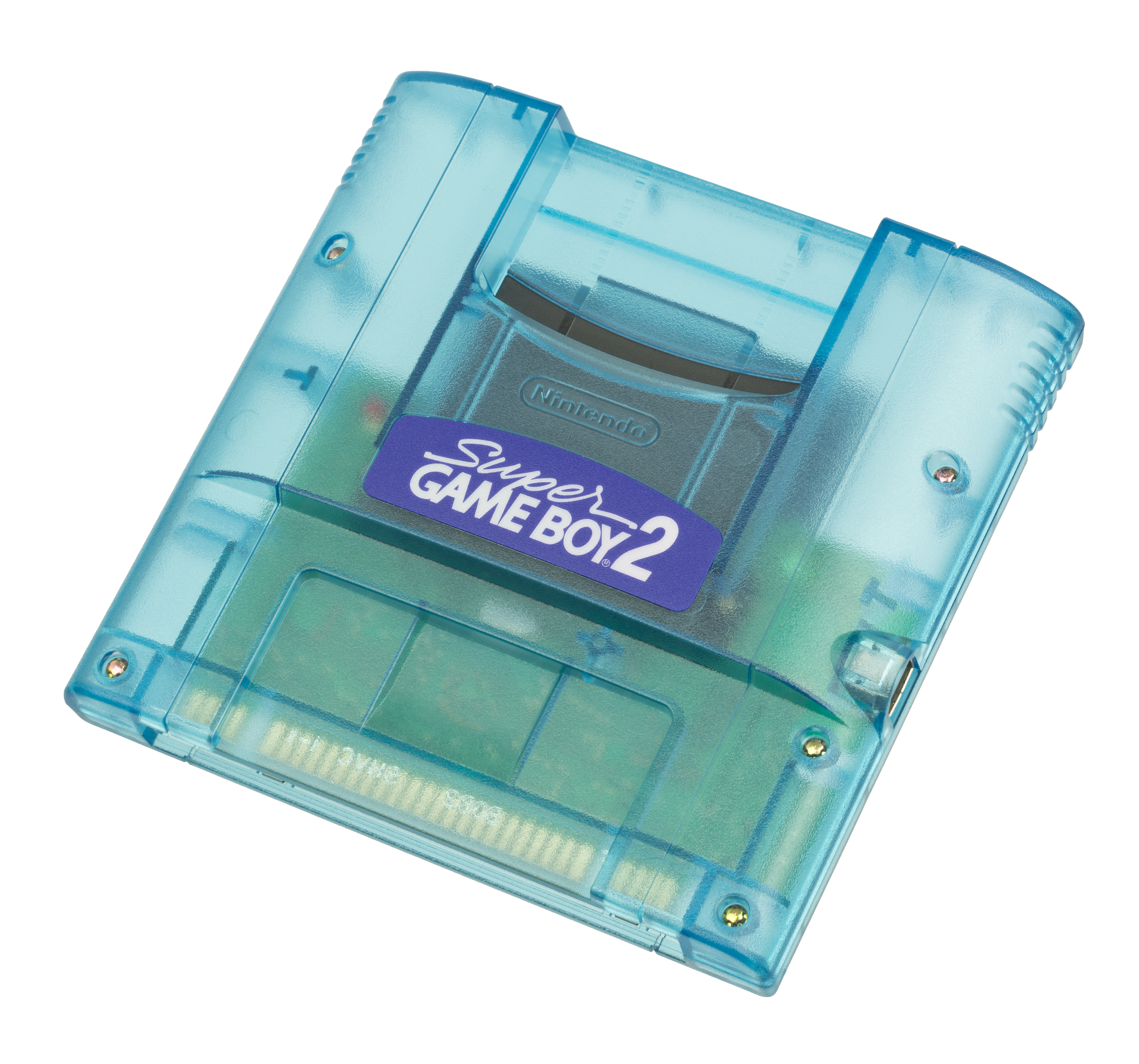
Super Game Boy 2

Bản tiếp theo của Super Game Boy, Super Game Boy 2 chỉ được phát hành tại Nhật Bản vào năm 1998. Tương tự như phần cứng của Game Boy Pocket, thêm cổng cáp liên kết và tốc độ đồng hồ bị chậm lại để phù hợp với Game Boy.

#### Game Boy Player

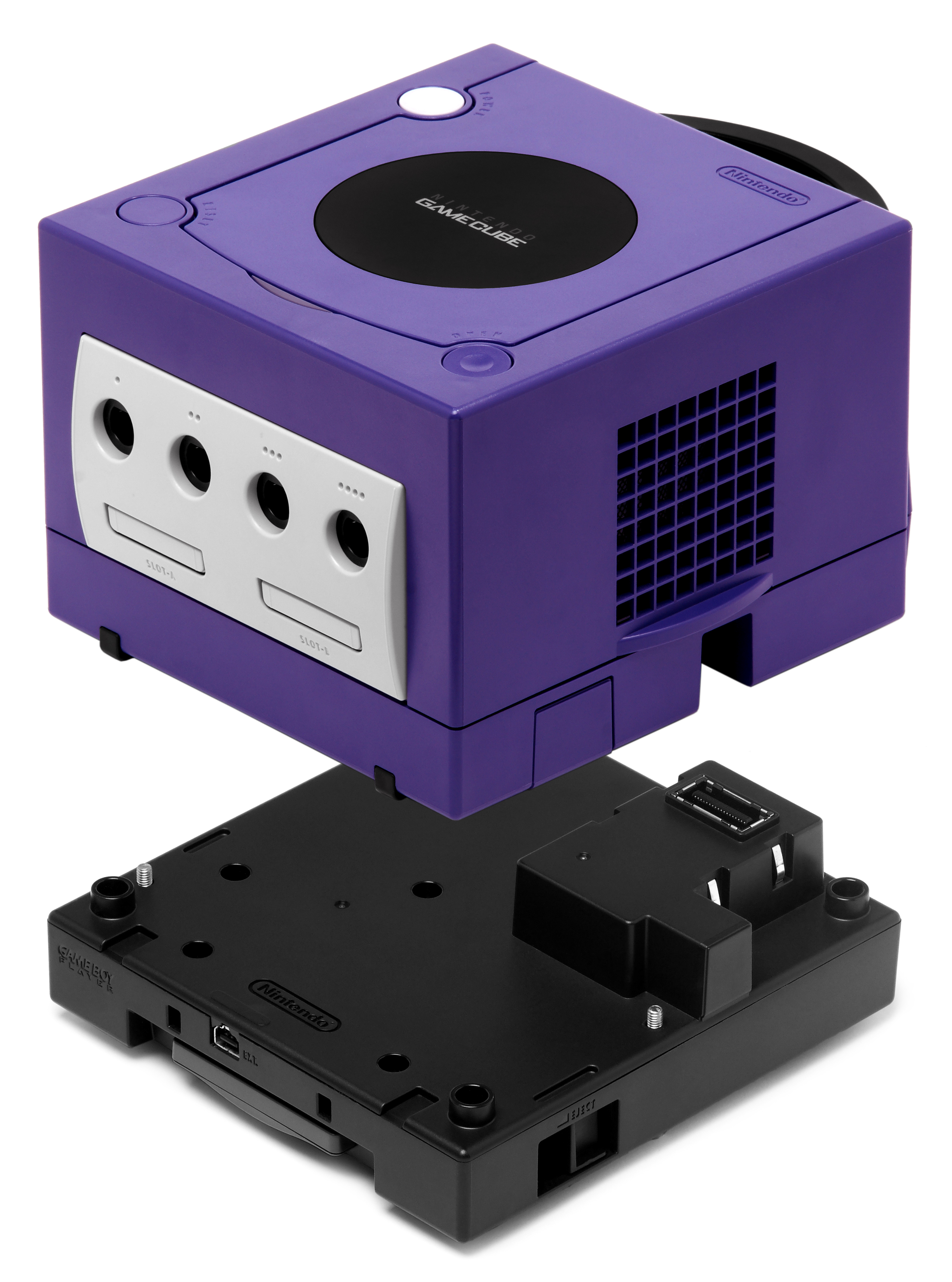
Game Boy Player cho GameCube

Game Boy Player là một thiết bị được Nintendo phát hành năm 2003 cho GameCube, cho phép Game Boy (các cải tiến của Super Game Boy dù vậy vẫn bị bỏ qua), các băng Game Boy Color hoặc Game Boy Advance được phát trên TV. Nó kết nối thông qua cổng song song tốc độ cao ở dưới cùng của GameCube và yêu cầu sử dụng đĩa khởi động để truy cập phần cứng. Không giống như các thiết bị như Advance Game Port của Datel, Game Boy Player không sử dụng phần mềm giả lập mà thay vào đó sử dụng phần cứng vật lý gần giống với Game Boy Advance.

## Tiếp nhận
Khoảng hai nghìn trò chơi là đã có sẵn cho Game Boy, một phần có thể được quy cho doanh số của nó với số lượng hàng triệu, thiết kế tốt và chu kỳ phát triển ngắn. Nintendo DS và Nintendo DS Lite có thể chơi thư viện trò chơi Game Boy Advance (mặc dù Nintendo DSi, Nintendo DSi XL, Nintendo 3DS và Nintendo 2DS không có khe cắm băng GBA). Tuy nhiên, DS không có trình kết nối liên kết trò chơi GBA và vì vậy không thể chơi các trò chơi GBA nhiều người chơi (ngoại trừ một số ít là nhiều người chơi trên một GBA duy nhất) hoặc liên kết với GameCube. DS không tương thích ngược với Game Paks cho Game Boy gốc hoặc Game Boy Color. Với sự phát triển homebrew trên Nintendo DS, việc mô phỏng Game Boy và Game Boy Color đã đạt đến tốc độ đầy đủ cũng như khả năng phóng màn hình Game Boy nhỏ lên toàn màn hình DS.

### Di sản
Nhiều hoạt động liên quan đến âm nhạc đã sử dụng Game Boy như một nhạc cụ (Game Boy music), sử dụng các phần mềm như nanoloop hoặc Little Sound DJ.
Một số trò chơi được phát hành cho máy chơi trò chơi điện tử cầm tay Game Boy và Game Boy Color có sẵn thông qua dịch vụ Virtual Console trên Nintendo 3DS. Các trò chơi Game Boy Advance cũng được cho là do 3DS không tương thích, nhưng đó là sai lầm trong dịch thuật. Tuy nhiên, mười trò chơi Game Boy Advance đã được phát hành dành cho những người dùng trung thành của Nintendo 3DS, như những người sở hữu Nintendo 3DS đã đăng nhập vào 3DS eShop trước đợt giảm giá lớn vào tháng 8 năm 2011. Các tính năng GBA của Virtual Console bị hạn chế và không có kế hoạch phát hành ra ngoài. Tuy nhiên, bắt đầu từ tháng 4 năm 2014, Nintendo đã phát hành các trò chơi Game Boy Advance dưới dạng các tựa Virtual Console thông qua Nintendo eShop cho Wii U.